# Kabal, Swat
Kabal är en stad i den pakistanska provinsen Khyber Pakhtunkhwa. Den tillhör distriktet Swat, och folkmängden uppgick till cirka 120 000 invånare vid folkräkningen 2017. Stadens kommunala organisation (Kabal Municipal Committee) bildades 2010.